# Тастобинский сельский округ
Тастобинский сельский округ (каз. Тастөбе ауылдық округі) — административная единица (сельский округ) в составе Каратальского района Жетысуской области Казахстана. Включает в себя три населённых пункта. Административный центр —  село Тастобе.
Население — 1093 человека (2009; 1124 в 1999).

## Административное устройство
| Населённый пункт | Население, лиц (1999) | Населения, лиц (2009) |
| ---------------- | --------------------- | --------------------- |
| Бесагаш, село    | 86                    | ▲103                  |
| Бирлик, село     | 54                    | ▲73                   |
| Тастобе, село    | 984                   | ▼917                  |